# تپه قلعه کاروانسرا
تپه قلعه کاروانسرا مربوط به سده‌های میانی دوران‌های تاریخی پس از اسلام است و در شهرستان ماهنشان، بخش انگوران، دهستان انگوران، روستای کاروانسرا، ۵۰ متری شرق روستا واقع شده و این اثر در تاریخ ۲۵ آبان ۱۳۸۷ با شمارهٔ ثبت ۲۳۸۴۱ به‌عنوان یکی از آثار ملی ایران به ثبت رسیده است.